# Victor Agali
Victor Okechukwu Agali,  né le 29 décembre 1978 à Okpanam (Nigeria), est un footballeur international nigérian. Son poste de prédilection est attaquant.

## Biographie
Lorsqu'il débarque à Marseille à 17 ans, Agali est un parfait inconnu, il ne dispute que quelques bouts de matches. Il signe alors en D2, à Toulon, où il inscrit 15 buts.
Attiré par la Bundesliga, il joue six saisons en Allemagne, d'abord au Hansa Rostock puis au Schalke 04. Élu « meilleur joueur nigérian » en 2000, il remporte également une Coupe d'Allemagne en 2002. Une blessure récurrente à un genou met un terme à son aventure allemande. Il est licencié en avril 2004 pour avoir refusé de s'entraîner. Ce coup dur arrive quelques mois seulement après son éviction de la sélection nigériane lors de la Coupe d'Afrique des Nations en 2004 en Tunisie.
Il rencontre Gernot Rohr de manière fortuite à l'aéroport de Nice et Agali, alors libre de tout contrat, rejoint l'OGC Nice gratuitement. Malgré une saison en demi teinte avec le club niçois en 2004/2005 avec 6 buts inscrits en 30 matchs, il restera l'homme qui aura fait rêver tout le peuple niçois un soir d'octobre 2004. Effectivement, alors que l'OGC Nice était mené 3-0 dans le derby les opposant à leur voisin de l'AS Monaco à la 66e minute de jeu, il réussit à inscrire un triplé en 9 minutes, entraînant son club vers une extraordinaire victoire 4 buts à 3.
Il a été arrêté le 27 décembre 2009 à l'Aéroport d'Amsterdam-Schiphol en possession de deux faux passeports et placé en détention provisoire, a indiqué la gendarmerie néerlandaise.
Le joueur, en transit à l'Aéroport d'Amsterdam-Schiphol en provenance de Lagos et à destination d'Athènes, était en possession de deux faux passeports nigérians. 
"Dans l'un, la page des données personnelles avait été modifiée, dans l'autre c'était le visa" d'après la police.

## Carrière
- 1996-1997 :  Olympique de Marseille
- 1997-1998 :  Sporting Toulon Var
- 1998-2001 :  FC Hansa Rostock
- 2001-2004 :  Schalke 04
- 2004-2005 :  OGC Nice
- 2005-2006 :  Erciyesspor
- 2006-2007 :  Ankaragücü
- 2007-2008 :  FC Hansa Rostock
- 2008-2009 :  Skoda Xanthi
- 2009 :  Anorthosis Famagouste FC
- 2009-2010 :  APO Levadiakos
- 2010 :  Jiangsu Sainty[3]

## Palmarès
Schalke 04
- Vainqueur de la Coupe d'Allemagne en 2002.
- Finaliste de la Coupe de la ligue d'Allemagne en 2001.